# Drumcoltran Tower

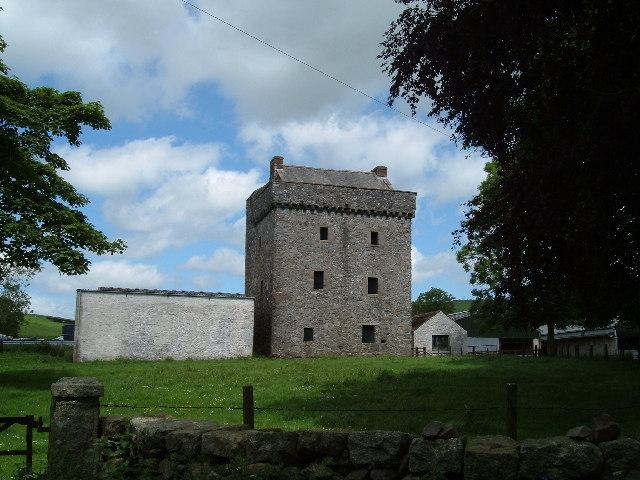
Drumcoltran Tower

Drumcoltran Tower, auch Drumcoltran Castle, ist ein Tower House nahe der schottischen Ortschaft Kirkgunzeon in der Council Area Dumfries and Galloway. 1971 wurde das Bauwerk in die schottischen Denkmallisten in der höchsten Denkmalkategorie A aufgenommen. 2017 wurde die Einstufung aufgehoben. Drumcoltran Tower ist jedoch weiterhin als Scheduled Monument klassifiziert.

## Geschichte
Der Clan Maxwell erbaute Drumcoltran Tower um 1570. Vermutlich wurden noch im selben Jahrhundert bauliche Veränderungen vorgenommen. Im Jahre 1668 ging das Tower House in den Besitz des Clans Irvine über, welcher den Innenraum im Laufe des 18. Jahrhunderts modernisierte. Der zugehörige Bauernhof stammt noch aus der Zeit der Maxwells.

## Beschreibung
Drumcoltran Tower liegt isoliert rund 1,5 Kilometer nördlich von Kirkgunzeon. Der vierstöckige Wehrturm weist einen länglichen Grundriss mit einer Grundfläche von 10,4 m × 8,1 m auf. Der rechtwinklig abgehende Treppenturm tritt 6,2 m hervor. Er überragt den ursprünglichen Turm, verfügt jedoch über keinen Wehrgang, hingegen über einen Wachtraum. Er ist eine Ergänzung aus dem späteren 16. Jahrhundert. In das Bruchsteinmauerwerk sind verschiedentlich ausgemauerte, längliche Fensteröffnung eingelassen. Im Innern des Turms im Gebäudeinnenwinkel führt eine Treppe auf den auskragenden Wehrgang. Das aufsitzende Haus schließt mit einem schiefergedeckten Satteldach. Der Innenraum entspricht dem typischen Aufbau von Wehrtürmen. Im unteren Steingewölbe ist die Küche eingerichtet. Die große Halle im ersten Obergeschoss ist mit offenem Kamin ausgestattet. Die oberen Böden bestanden aus Holz und sind heute nicht mehr erhalten.